# Netilmicina

Netilmicina é um fármaco antibiótico do grupo dos aminoglicosídeos. Age contra bacilos Gram-negativos aeróbios. Como qualquer outro aminoglicosídeo pode provocar surdez e danos aos rins.